# Чечеватов Віктор Степанович
Віктор Степанович Чечеватов (15 квітня 1945, село Мордовський Білий Ключ Вешкаймського району Ульяновської області, Російська Федерація) — радянський і російський військовий діяч, генерал-полковник (1991). Член ЦК КПУ в грудні 1990 — серпні 1991 р.

## Життєпис
Народився у селянській родині, один із шести дітей. Виховувався у дитячому будинку.
У Радянській армії з 1962 року. У 1966 році закінчив Ульяновське гвардійське танкове училище імені Леніна з відзнакою. Член КПРС.
Після училища командував танковим взводом, ротою. У 1973 році закінчив Військову академію бронетанкових військ імені Маршала Радянського Союзу Малиновського із відзнакою, командував танковим полком. Тривалий час служив у Білоруському військовому окрузі, до 1982 року командував там навчальною танковою дивізією. Військові звання майора, підполковника і полковника були присвоєні йому достроково.
У 1984 році закінчив Військову академію Генерального штабу Збройних Сил імені Ворошилова із золотою медаллю.
З 1984 року був заступником командувача і командувачем 3-ї загальновійськової армії у Групі радянських військ у Німеччині. З 1987 року — начальник штабу Середньоазійського військового округу.
З 1988 року — 1-й заступник командувача військ Прикарпатського військового округу. У січні 1991 року призначений командувачем військ Київського військового округу. Активно підтримував ДКНС (ГКЧП) у серпні 1991 року.
У січні 1992 року відмовився від прийняття української присяги і домігся переведення в Росію. У квітні 1992 року призначений командувачем військ Далекосхідного військового округу.
Протягом всього пострадянського періоду його ім'я постійно фігурувало в скандальній хроніці через необдуманість заяв, грубе поводження із підлеглими. У 1992 році прокуратура України порушила кримінальну справу за фактом продажу за особистим наказом Чечеватова, який тоді командував військами Київського військового округу, за символічною ціною невідомій фірмі закупленого на військові гроші легкового автомобіля. При цьому арештований автомобіль був спочатку захований військовими на території однієї з військових частин, а коли прокурорські працівники все-таки його відшукали — викрадений з-під арешту і таємно вивезений до Росії. Кримінальну справу було передано в Головну військову прокуратуру, де незабаром її припинили.
Понад два роки не припинявся так званий «дачний скандал» за фактом будівництва генералом Чечеватовим котеджу в Підмосков'ї силами солдатів строкової служби та за рахунок будівельних матеріалів із фондів Далекосхідного військового округу.
У той же час очевидно, що він мав надійні зв'язки у вищих ешелонах військової і політичної влади РФ, завдяки яким не тільки всі скандали залишалися для нього без наслідків, але і розглядалися питання про підвищення його по службі. У грудні 1995 року ініціативною групою виборців генерал Чечеватов був висунутий кандидатом на пост президента РФ, але незабаром зняв свою кандидатуру на користь Бориса Єльцина.
У 1999 році публічно запропонував президенту РФ Єльцину свою кандидатуру для відправки до Сербії для участі у збройній боротьбі проти НАТО, закликав виїжджати туди добровольців.
З серпня 1999 року — начальник Військової академії Генерального штабу Збройних сил. З квітня 2005 року — у відставці.
Обіймав посаду наказного отамана Далекосхідного козачого округу і голови опікунської ради Фонду Кавалерської Думи Імператорського Військового Ордена Святителя Миколая Чудотворця.
У липні 2006 року призначений ректором Російської митної академії, де знову досить швидко став головним фігурантом чергового великого скандалу: у вересні 2008 року було порушено кримінальну справу з обвинуваченням Чечеватова у скоєнні злочину, передбаченого статтею 285 Кримінального кодексу РФ («зловживання службовим становищем»). Відповідно до підписаних ним наказів на посади своїх помічників і радників були призначені не існуючі особи, які ніколи не з'являлися в академії, але отримували високу зарплату і великі премії (до 2 мільйонів рублів на кожного). Суд відмовив прокурору у відстороненні Чечеватова від посади на період розслідування. Інформації про завершення розслідування не публікувалося. Залишив посаду ректора тільки при виході на пенсію у 2015 році.

### Родина
Дружина — Чечеватова Лідія Андріївна, вихованка дитячого будинку-сирота. Має сина Андрія Чечеватова, який також був персонажем скандальної хроніки. Онук Олександр Чечеватов — кадет 51 навчального відділення.

### Нагороди
Нагороджений орденами «За військові заслуги», Червоної Зірки, «За службу Батьківщині у Збройних Силах СРСР» 2-го і 3-го ступенів, медалями, Почесною грамотою Ради Міністрів Республіки Білорусь (7 грудня 2000 р.).